# Wyższa szkoła pedagogiczna
Wyższa szkoła pedagogiczna (skrót: WSP) – uczelnia kształcąca nauczycieli.
Wyższe szkoły pedagogiczne utworzono w Polsce w 1946 r., początkowo w formie zawodowej, a od 1954 akademickiej, kształcącej na poziomie wyższym w trybie 3-, 4- lub 5-letnim:
- w latach 1946–1950 – kandydatów do zawodu nauczycielskiego, na 3-letnich studiach dwukierunkowych dla 8-klasowych, a później 7-klasowych szkół podstawowych. Nosiły wówczas nazwę państwowych wyższych szkół pedagogicznych (skrót: PWSP);

- w latach 1950–1954 – nauczycieli szkół ogólnokształcących stopnia podstawowego i licealnego, liceów pedagogicznych oraz dla szkół zawodowych, na studiach jednokierunkowych, trwających 3 lata. Struktura państwowych wyższych szkół pedagogicznych upodobniła się wtedy do uniwersytetów;

- w latach 1954–1959 – nauczycieli szkół ogólnokształcących stopnia licealnego, zakładów w kształcenia nauczycieli i szkół zawodowych, na studiach 4-letnich, kończących się dyplomem magisterskim. Przyjęto wówczas nazwę wyższych szkół pedagogicznych, funkcjonującą do czasu przekształcenia ich w uniwersytety i akademie. WSP uzyskały wówczas charakter szkół akademickich;
- w latach 1959–1969 – nauczycieli szkół ogólnokształcących oraz rozpoczęły kształcenie nauczycieli przedmiotów technicznych w szkołach średnich, na studiach 5-letnich. WSP prowadziły studia magisterskie, doktoranckie i podyplomowe, utrzymując swą odrębność programową w stosunku do uniwersytetów;
- w latach 1969–1973 – nauczycieli dla wszystkich poziomów i typów szkół, na 3-letnich studiach zawodowych, 2-letnich magisterskich dla absolwentów wyższych szkół nauczycielskich (skrót: WSN) oraz 4- i 5-letnich jednolitych studiach magisterskich;
- od 1973 – nauczycieli wszystkich rodzajów szkół na jednostopniowych 4-letnich studiach magisterskich w oparciu o wspólne dla wszystkich WSP plany i programy[2];
- później – nauczycieli wszystkich typów i poziomów szkół na jednolitych 5-letnich studiach magisterskich (identycznie jak na uniwersytetach).

W 1946 powstały pierwsze 4 Państwowe Wyższe Szkoły Pedagogiczne: w Gdańsku, Katowicach (zamknięta w 1947), Krakowie i Łodzi, a w 1950 trzy kolejne: w Katowicach, Warszawie i Wrocławiu (przeniesiona do Opola). W 1965 utworzono WSP w Rzeszowie, w 1973 dalsze 3 Wyższe Szkoły Pedagogiczne: w Kielcach, Szczecinie i Zielonej Górze, a w 1974 – 5 (w Bydgoszczy, Częstochowie, Olsztynie, Siedlcach i Słupsku). Ostatnią szkołą typu WSP była Wyższa Szkoła Pedagogiki Specjalnej im. Marii Grzegorzewskiej w Warszawie, która powstała w 1976 z przekształcenia Państwowego Instytutu Pedagogiki Specjalnej.
Część wcześniej utworzonych szkół pedagogicznych została włączona do istniejących uniwersytetów (w Warszawie i Łodzi), natomiast pozostałe dały początek nowym uniwersytetom (w Gdańsku, Katowicach, Olsztynie, Opolu, Rzeszowie, Szczecinie i Zielonej Górze) oraz akademiom (w Bydgoszczy, Częstochowie, Kielcach, Krakowie i Siedlcach), przekształconym po 2000 również w uniwersytety (poza Akademią Pomorską w Słupsku i Akademią Pedagogiki Specjalnej im. Marii Grzegorzewskiej w Warszawie). Od 1993 zaczęły powstawać niepubliczne szkoły typu WSP, z których 3 (w Białymstoku, Łodzi i WSP TWP w Warszawie) działają do dziś, zaś 3 inne (w Łowiczu, Mysłowicach i WSP ZNP w Warszawie) zostały zlikwidowane w latach 2015–2016.

## Wykaz wyższych szkół pedagogicznych w Polsce

### Przekształcone w inne typy uczelni lub zlikwidowane
W przeszłości taki status i nazwę nosiły wyższe szkoły zawodowe i akademickie:

#### państwowe / publiczne
- w latach 1946–1947 Państwowa Wyższa Szkoła Pedagogiczna w Katowicach (I), zamknięta w 1947 w Katowicach oraz przeniesiona do Łodzi i wcielona do tamtejszej PWSP
- w latach 1946–1956 Państwowa Wyższa Szkoła Pedagogiczna w Łodzi (od 1954 Wyższa Szkoła Pedagogiczna w Łodzi), w 1956 włączona do Uniwersytetu Łódzkiego
- w latach 1946–1970 Państwowa Wyższa Szkoła Pedagogiczna w Gdańsku (od 1952 Wyższa Szkoła Pedagogiczna w Gdańsku), która w 1970 współtworzyła Uniwersytet Gdański
- w latach 1946–1999 Państwowa Wyższa Szkoła Pedagogiczna w Krakowie (od 1954 Wyższa Szkoła Pedagogiczna w Krakowie, od 1973 Wyższa Szkoła Pedagogiczna im. Komisji Edukacji Narodowej w Krakowie), od 1999 Akademia Pedagogiczna im. KEN w Krakowie, od 2008 Uniwersytet Pedagogiczny im. Komisji Edukacji Narodowej w Krakowie, od 2023 Uniwersytet Komisji Edukacji Narodowej w Krakowie
- w latach 1950–1954 Państwowa Wyższa Szkoła Pedagogiczna we Wrocławiu (utworzona na bazie Instytutu Pedagogicznego ZNP), przeniesiona w 1954 do Opola i przemianowana na Wyższą Szkołę Pedagogiczną w Opolu (od 1971 Wyższa Szkoła Pedagogiczna im. Powstańców Śląskich w Opolu), która w 1994 współtworzyła Uniwersytet Opolski
- w latach 1950–1956 Państwowa Wyższa Szkoła Pedagogiczna w Warszawie, w 1956 włączona do Uniwersytetu Warszawskiego
- w latach 1950–1968 Państwowa Wyższa Szkoła Pedagogiczna w Katowicach (II) (utworzona na bazie Instytutu Pedagogicznego w Katowicach), w 1968 współtworzyła Uniwersytet Śląski w Katowicach
- w latach 1965–2001 Wyższa Szkoła Pedagogiczna w Rzeszowie (powstała z Terenowego Studium WSP w Krakowie), w 2001 współtworzyła Uniwersytet Rzeszowski.
- w latach 1973–2000 Wyższa Szkoła Pedagogiczna w Kielcach (założona w 1969 jako Wyższa Szkoła Nauczycielska w Kielcach), od 1979 WSP im. Jana Kochanowskiego w Kielcach, od 2000 Akademia Świętokrzyska im. Jana Kochanowskiego w Kielcach, od 2008 Uniwersytet Humanistyczno-Przyrodniczy Jana Kochanowskiego w Kielcach, od 2011 Uniwersytet Jana Kochanowskiego w Kielcach
- w latach 1973–1985 Wyższa Szkoła Pedagogiczna w Szczecinie (założona w 1968 jako Wyższa Szkoła Nauczycielska w Szczecinie), w 1984/1985 współtworzyła Uniwersytet Szczeciński
- w latach 1973–2001 Wyższa Szkoła Pedagogiczna w Zielonej Górze (założona w 1971 jako Wyższa Szkoła Nauczycielska w Zielonej Górze na bazie Studium Nauczycielskiego), od 1989 Wyższa Szkoła Pedagogiczna im. Tadeusza Kotarbińskiego w Zielonej Górze, w 2001 współtworzyła Uniwersytet Zielonogórski
- w latach 1974–2000 Wyższa Szkoła Pedagogiczna w Słupsku (utworzona w 1969 jako Wyższa Szkoła Nauczycielska w Słupsku na bazie Studium Nauczycielskiego), od 2000 Pomorska Akademia Pedagogiczna, od 2006 Akademia Pomorska w Słupsku
- w latach 1974–2000 Wyższa Szkoła Pedagogiczna w Bydgoszczy (założona w 1969 jako Wyższa Szkoła Nauczycielska w Bydgoszczy), od 2000 Akademia Bydgoska im. Kazimierza Wielkiego w Bydgoszczy, od 2005 Uniwersytet Kazimierza Wielkiego w Bydgoszczy
- w latach 1974–1977 Wyższa Szkoła Pedagogiczna w Siedlcach (założona w 1969 jako Wyższa Szkoła Nauczycielska w Siedlcach), od 1977 Wyższa Szkoła Rolniczo-Pedagogiczna w Siedlcach, od 1999 Akademia Podlaska w Siedlcach, od 2010 Uniwersytet Przyrodniczo-Humanistyczny w Siedlcach
- w latach 1974–2004 Wyższa Szkoła Pedagogiczna w Częstochowie (założona w 1971 jako Wyższa Szkoła Nauczycielska w Częstochowie na bazie Studium Nauczycielskiego), od 2004 Akademia im. Jana Długosza w Częstochowie, od 2018 Uniwersytet Humanistyczno-Przyrodniczy im. Jana Długosza w Częstochowie, a od 1 czerwca 2023 roku Uniwersytet Jana Długosza w Częstochowie[3]
- w latach 1974–1999 Wyższa Szkoła Pedagogiczna w Olsztynie (założona w 1969 jako Wyższa Szkoła Nauczycielska w Olsztynie), w 1999 współtworzyła Uniwersytet Warmińsko-Mazurski
- w latach 1976–2000 Wyższa Szkoła Pedagogiki Specjalnej im. Marii Grzegorzewskiej w Warszawie (założona w 1922 jako Państwowy Instytut Pedagogiki Specjalnej), od 2000 Akademia Pedagogiki Specjalnej im. Marii Grzegorzewskiej[4]

#### niepubliczne
- w latach 1993–2015 Mazowiecka Wyższa Szkoła Humanistyczno-Pedagogiczna w Łowiczu
- w latach 1995–2016 Wyższa Szkoła Pedagogiczna Związku Nauczycielstwa Polskiego w Warszawie
- w latach 1995–2015 Górnośląska Wyższa Szkoła Pedagogiczna im. Kardynała Augusta Hlonda w Mysłowicach
- w latach 2003–2017 (postawienie w stan likwidacji) Wyższa Szkoła Pedagogiczna w Łodzi

### Istniejące niepubliczne
Współcześnie funkcjonują wyższe szkoły zawodowe i uczelnie o takiej nazwie:
- Wyższa Szkoła Pedagogiczna Towarzystwa Wiedzy Powszechnej w Warszawie (zał. 1993), obecnie pod nazwą Uczelnia Korczaka – Akademia Nauk Stosowanych
- Niepaństwowa Wyższa Szkoła Pedagogiczna w Białymstoku (zał. 1996)